# Pokal Nogometne zveze Slovenije 2003-2004
La Pokal Nogometne zveze Slovenije 2003./04. (in lingua italiana: Coppa della federazione calcistica slovena 2003-04) fu la tredicesima edizione della coppa nazionale di calcio della Repubblica di Slovenia.
Vi parteciparono tutte le squadre slovene. Quelle della 1. SNL 2002-2003 vennero ammesse direttamente al primo turno (i sedicesimi di finale), quelle delle serie inferiori passarono attraverso le coppe delle associazioni inter-comunali (MNZ, "Medobčinske nogometne zveze").
A vincere fu il Maribor, al suo quinto titolo nella competizione.

Questo successo diede ai viola l'accesso alla Coppa UEFA 2004-2005.

## Partecipanti
Le 12 squadre della 1. SNL 2002-2003 sono ammesse di diritto (ma il Korotan Prevalje è stato sciolto nel marzo 2003 ed il suo posto in coppa rimane vacante). Gli altri 20 posti sono stati assegnati attraverso le coppe inter–comunali.
| Ammesse di diritto | Coppe inter–comunali | Coppe inter–comunali | Coppe inter–comunali  | Coppe inter–comunali |
| Ammesse di diritto | Associazione         | Squadre              | Squadre               | Squadre              |
| --- | -------------------- | -------------------- | --------------------- | -------------------- |
| - Celje - Dravograd - Gorica - Koper - Korotan Prevalje - Ljubljana - Maribor - Mura - Olimpia Lubiana - Primorje - Rudar Velenje - Šmartno ob Paki | MNZ Lubiana          | Domžale              | Bela Krajina          | Factor Ježica        |
| - Celje - Dravograd - Gorica - Koper - Korotan Prevalje - Ljubljana - Maribor - Mura - Olimpia Lubiana - Primorje - Rudar Velenje - Šmartno ob Paki | MNZ Maribor          | Železničar Maribor   | Fužinar               | Paloma               |
| - Celje - Dravograd - Gorica - Koper - Korotan Prevalje - Ljubljana - Maribor - Mura - Olimpia Lubiana - Primorje - Rudar Velenje - Šmartno ob Paki | MNZ Celje            | Krško                | Šoštanj               |                      |
| - Celje - Dravograd - Gorica - Koper - Korotan Prevalje - Ljubljana - Maribor - Mura - Olimpia Lubiana - Primorje - Rudar Velenje - Šmartno ob Paki | MNZ Capodistria      | Izola                | Jadran Hrpelje-Kozina |                      |
| - Celje - Dravograd - Gorica - Koper - Korotan Prevalje - Ljubljana - Maribor - Mura - Olimpia Lubiana - Primorje - Rudar Velenje - Šmartno ob Paki | MNZ Nova Gorica      | Bilje                | Brda                  |                      |
| - Celje - Dravograd - Gorica - Koper - Korotan Prevalje - Ljubljana - Maribor - Mura - Olimpia Lubiana - Primorje - Rudar Velenje - Šmartno ob Paki | MNZ Murska Sobota    | Bakovci              | Cven                  |                      |
| - Celje - Dravograd - Gorica - Koper - Korotan Prevalje - Ljubljana - Maribor - Mura - Olimpia Lubiana - Primorje - Rudar Velenje - Šmartno ob Paki | MNZ Lendava          | Bistrica             | Nafta                 |                      |
| - Celje - Dravograd - Gorica - Koper - Korotan Prevalje - Ljubljana - Maribor - Mura - Olimpia Lubiana - Primorje - Rudar Velenje - Šmartno ob Paki | MNZ Goreniska-Kranj  | Jesenice             | Šenčur                |                      |
| - Celje - Dravograd - Gorica - Koper - Korotan Prevalje - Ljubljana - Maribor - Mura - Olimpia Lubiana - Primorje - Rudar Velenje - Šmartno ob Paki | MNZ Ptuj             | Drava Ptuj           | Aluminij              |                      |

### Calendario
| Turno      | Date              | Partite | Club    |
| ---------- | ----------------- | ------- | ------- |
| Sedicesimi | 30 luglio 2003    | 15      | 31 → 16 |
| Ottavi     | 17 settembre 2003 | 8       | 16 → 8  |
| Quarti     | 1/15 ottobre 2003 | 8       | 8 → 4   |
| Semifinali | 7/21 aprile 2004  | 4       | 4 → 2   |
| Finali     | 19/26 maggio 2004 | 2       | 2 → 1   |

## Sedicesimi di finale
| Squadra 1          | Risultato | Squadra 2                 |
| ------------------ | --------- | ------------------------- |
| Rudar Velenje      | 2 – 0     | Bakovci                   |
| Fužinar            | 1 – 9     | NK Lubiana                |
| Jesenice           | 4 – 2     | Šoštanj                   |
| Železničar Maribor | 0 – 2     | Nafta                     |
| Drava Ptuj         | 1 – 0     | Šmartno ob Paki           |
| Brda               | 1 – 2     | Factor Ježica             |
| Cven               | 0 – 3     | Gorica                    |
| Izola              | 0 – 4     | Olimpia Lubiana           |
| Šenčur             | 1 – 2     | Dravograd                 |
| Aluminij           | 1 – 3     | Mura                      |
| Bela Krajina       | 3 – 1     | Bistrica                  |
| Paloma             | 3 – 0     | Jadran Hrpelje-Kozina     |
| Bilje              | 0 – 3     | Domžale                   |
| Krško              | 0 – 3     | Maribor                   |
| Koper              | 3 – 0     | Primorje                  |
| Celje              | esentato  | Korotan Prevalje ritirato |

## Ottavi di finale
| Squadra 1     | Risultato  | Squadra 2       |
| ------------- | ---------- | --------------- |
| Paloma        | 1 – 4      | Jesenice        |
| Dravograd     | 2 – 0      | Domžale         |
| Bela Krajina  | 1 – 0 (gg) | Koper           |
| Nafta         | 3 – 1      | Mura            |
| NK Lubiana    | 3 – 1      | Olimpia Lubiana |
| Factor Ježica | 1 – 8      | Celje           |
| Maribor       | 2 – 0      | Drava Ptuj      |
| Rudar Velenje | 2 – 1      | Gorica          |

## Quarti di finale
| Squadra 1     | Totale | Squadra 2  | Andata | Ritorno    |
| ------------- | ------ | ---------- | ------ | ---------- |
| Bela Krajina  | 0 – 1  | NK Lubiana | 0 – 0  | 0 – 1 (gg) |
| Dravograd     | 5 – 2  | Nafta      | 3 – 1  | 2 – 1      |
| Rudar Velenje | 3 – 4  | Jesenice   | 2 – 1  | 1 – 3      |
| Maribor       | 6 – 5  | Celje      | 2 – 0  | 4 – 5      |

## Semifinali
| Squadra 1  | Totale      | Squadra 2 | Andata | Ritorno |
| ---------- | ----------- | --------- | ------ | ------- |
| Maribor    | 6 – 1       | Jesenice  | 4 – 0  | 2 – 1   |
| NK Lubiana | 2 – 2 (gfc) | Dravograd | 2 – 1  | 0 – 1   |

## Finale
| Squadra 1 | Totale | Squadra 2 | Andata | Ritorno |
| --------- | ------ | --------- | ------ | ------- |
| Maribor   | 7 – 4  | Dravograd | 4 – 0  | 3 – 4   |

### Andata
| Arbitro: | Robert Krajnc (Ptuj) |

| |            | |
| Pekič 5’ (rig.) Rakič 16’ Franci 44’ Žnuderl 88’                                                                       | Marcatori  | |
| Kűzma Golob (69' Brezič) Rakič Čeh Teinović Franci (48' Mešanovič) Pekič (46' Ošlaj) Pitamic Žnuderl Balajić Mujanovič | Formazioni | Šribar Ljubanić (81' Čurič) Frajdl Šuler Jamnik Madžar (75' Rotovnik) Vrhnjak Kline Srša Gostenčnik (68' Kljajič) Pavličič |
| Matjaž Kek | Allenatori | Edin Osmanović |

### Ritorno
| Arbitro: | Srečko Kandare (Lubiana) |

| |            | |
| Gostenčnik 6’ Srša 61’ Ljubanić 69’ Frajdl 90’                                                                              | Marcatori  | 3’ (rig.), 89’ Žnuderl 44’ Mujanovič                                                                                       |
| Šribar Ljubanić Frajdl (46' Rotovnik) Šuler (78' Pavlin) Gluhovič (46' Kljajič) Jamnik Madžar Vrhnjak Kline Srša Gostenčnik | Formazioni | Kűzma Golob Čeh Teinović (46' Rakić) Franci Ošlaj Žnuderl Balajić Mujanovič (55' Djukič) Komljenovič Brezič (75' Beršnjak) |
| Edin Osmanović | Allenatori | Matjaž Kek |